# مگنا (یوتا)
مگنا (به انگلیسی: Magna) یک منطقهٔ مسکونی در ایالات متحده آمریکا است که در شهرستان سالت‌لیک، یوتا واقع شده‌است. مگنا ۱۹٫۲ کیلومتر مربع مساحت و ۲۶٬۵۰۵ نفر جمعیت دارد و ۱٬۳۰۴ متر بالاتر از سطح دریا واقع شده‌است.